# غاري مكأليستر
غاري مكأليستر (بالإنجليزية: Gary McAllister)‏، من مواليد 25 ديسمبر 1964 في مذرويل في إسكتلندا، وهو لاعب كرة قدم أسكتلندي سابق ويشغل حاليًا منصب مساعد المدرب لنادي أستون فيلا الإنجليزي.
بدأ مسيرته الكروية في عام 1981 مع نادي مذرويل، ولعب معهم حتى عام 1985، وشارك معهم في 59 مباراة وسجل 6 أهداف، وفي عام 1985 انتقل إلى نادي ليستر سيتي، ولعب معهم حتى عام 1990، وشارك معهم في 201 مباراة وسجل 47 هدف، وفي عام 1990 انتقل إلى نادي ليدز يونايتد، ولعب معهم حتى عام 1996، وشارك معهم في 231 مباراة وسجل 31 هدف، وفي عام 1996 انتقل إلى نادي كوفنتري سيتي، ولعب معهم حتى عام 2000، وشارك معهم في 119 مباراة وسجل 20 هدف، وفي عام 2000 انتقل إلى نادي ليفربول الإنجليزي، ولعب معهم حتى عام 2002، وشارك معهم في 55 مباراة وسجل 5 أهداف، وفي عام 2002 انتقل إلى نادي كوفنتري سيتي، ولعب معهم حتى عام 2004، وشارك معهم في 55 مباراة وسجل 10 أهداف.
و قد لعب مع منتخب إسكتلندا لكرة القدم بين عامي 1990 و1997، وشارك معهم في 57 مباراة وسجل 5 أهداف.

## روابط خارجية
- غاري مكأليستر على موقع الاتحاد الدولي (مؤرشف)  (الإنجليزية)
- غاري مكأليستر على موقع الاتحاد الأوربي (الإنجليزية)
- غاري مكأليستر على موقع الاتحاد الإسكتلندي (الإنجليزية)
- غاري مكأليستر على موقع قاعدة بيانات كرة القدم.إي يو (الإنجليزية)
- غاري مكأليستر على موقع ناشيونال فوتبول تيمز (الإنجليزية)
- غاري مكأليستر على موقع Soccerbase.com (لاعب) (الإنجليزية)
- غاري مكأليستر على موقع Soccerbase.com (مدرب) (الإنجليزية)
- غاري مكأليستر على موقع عالم كرة القدم.نت (الإنجليزية)
- غاري مكأليستر على موقع كووورة